# Caroline Arehult
Caroline Arehult, född 4 mars 1973, är en svensk civilingenjör och företagsledare. Hon har varit verkställande direktör i Hemfosa fastigheter och utsågs i mars 2021 till motsvarande post i Akademiska Hus.

## Biografi
Arehult är civilingenjör med examen från KTH i Stockholm och har även studerat vid Hamburgs tekniska högskola.
Arehult har under 20 år arbetat inom Skanska, senast som VD för Skanska Fastigheter. Hon tillträdde som VD för Hemfosa fastigheter 2018. I mars 2021 utsågs hon till VD för Akademiska Hus.